# Christina Milianová
Christina Milianová (* 26. září 1981 jako Christina Floresová) je americká herečka, zpěvačka a hudební skladatelka.

## Kariéra
Pochází z rodiny kubánských přistěhovalců. Debutovala jako dětská herečka v seriálu Sister, Sister. V roce 2000 nazpívala s Ja Rule píseň Between Me and You, v roce 2001 byla spoluautorkou hitu Play. Její singl Dip It Low byl oceněn zlatým americkým RIAA certifikátem. Hrála hlavní ženskou roli ve filmu Láska nic nestojí. Účinkovala také v televizních soutěžích The Voice a Dancing with the Stars.

## Osobní život
Jejím manželem byl v letech 2009 až 2011 zpěvák The-Dream. Má s ním dceru Violet (* 2010). Od roku 2017 je jejím přítelem francouzský zpěvák M. Pokora, v lednu 2020 se jim narodil syn.

## Diskografie
- Christina Milian (2001)
- It's About Time (2004)
- So Amazin' (2006)

## Filmografie
- Děti z Duranga (1999)
- Prci, prci, prcičky (1999)
- Láska nic nestojí (2003)
- Torque: Ohnivá kola (2004)
- Buď v klidu (2005)
- Pán domu (2005)
- Puls (film) (2006)
- Vánoční duch (2010)